# Romcarbon

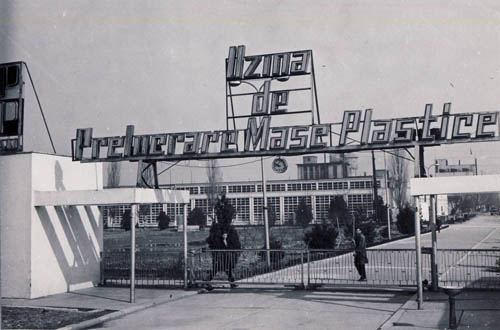
Romcarbon în perioada comunistă

Romcarbon Buzău este o companie producătoare de plăci și profile din plastic din Buzău. 
Romcarbon derulează activități în industria chimică și de reciclare și are puncte de lucru operaționale în România (Arad, București, Iași, Corabia, Buzău), Ucraina (Odessa), Serbia (Novi Sad), Macedonia (Skopje) și Grecia (Thessalonik).
Principalii acționari ai companiei sunt Living Plastic Industry, cu o deținere de 32,85%, Unitai International Corporation, cu 20,84%, Eastern Eagle Fund, cu 20,29%, iar fondul de investiții Hypowiss are 10,01% din acțiuni.
Acțiunile companiei sunt tranzacționate la RASDAQ și la BVB, sub simbolul ROCE.
Romcarbon a investit în industria verde, în companii cum sunt Greentech (reciclare PET), Greenfiber International (producător fibre sintetice poliesterice) și GreenWEEE International (reciclare DEEE).
Număr de angajați în 2009: 2.000
Cifra de afaceri în 2007: 27,1 milioane Euro

## Greentech
În anul 2003 Greentech colecta anual circa 150 de tone de PET-uri și avea o singură instalație de reciclat.
În prezent (august 2010) cantitatea colectată este de 200 de ori mai mare, iar grupul deține patru instalații de reciclare, două la Buzău și două la Iași, unde din 2006, grupul a trecut la nivelul următor de integrare și a înființat o firmă (Greenfiber International) care transformă fulgii de PET-uri reciclate în fibre poliesterice, folosite, de exemplu, pentru covorașele mașinilor sau umplerea pernelor.